# Gefecht bei Döbeln
Pirna – Lobositz – Prag – Gabel – Kolin – Groß-Jägersdorf – Moys – Roßbach – Breslau – Leuthen – Domstadtl – Olmütz – Neisse – Zorndorf – Hochkirch – Kay – Kunersdorf – Hoyerswerda – Maxen – Koßdorf – Landeshut – Liegnitz – Oschatz – Berlin – Wittenberg – Torgau – Döbeln – Burkersdorf – Reichenbach – Freiberg
Im Gefecht bei Döbeln besiegten am 12. Mai 1762 preußische Truppen unter Prinz Heinrich von Preußen ein österreichisches Korps. Auf preußischer Seite waren als hohe Militärs zusätzlich beteiligt: Generalleutnant Friedrich Wilhelm von Seydlitz, Generalleutnant Hans Wilhelm von Kanitz, Generalleutnant Joachim Friedrich von Stutterheim und Oberst Friedrich Wilhelm Gottfried Arnd von Kleist (Auch aufgrund seiner Verdienste während des Gefechtes bei Döbeln wurde Kleist am 19. Mai 1762 zum Generalmajor befördert.)

## Ausgangslage
Im Zuge von Truppenbewegungen gegen die bei Döbeln und Nossen (Katzenhäuserstellung) unter Prinz Heinrich von Preußen stehenden Einheiten, rückten österreichische Kräfte unter Andreas Hadik von Futak (General der Kavallerie) bei denkbar schlechter Wetterlage von Südosten bis etwa an die Freiberger Mulde vor. In diesem Zusammenhang besetzte ein starkes österreichisches Korps unter dem jungen Prinz Albert von Sachsen, er hatte hier sein erstes eigenes Kommando erhalten, ab dem 14. November 1761 auch die südlichen Anhöhen bei Döbeln. Die in der Stadt liegenden Preußen zogen sich deshalb auf die nördlichen Hügel vor der Stadt zurück.
Direkt über das im Tal liegende Döbeln hinweg, beschossen sich die gegnerischen Artilleriestellungen zwischen dem 14. und 15. November mit einer zeitweise heftigen Kanonade. Im Ort selbst wurde dabei kein großer Schaden angerichtet. Als ziviles Opfer war Schuhmacher Nikolaus Wetzig zu beklagen, in dessen Haus am Staupitzberg (heute Terrassenstraße 3) eine österreichische Kanonenkugel einschlug. Diese riss ihm beide Beine ab und er verstarb am 18. November 1761.
Nachdem von preußischer Seite mit einer Zerstörung von Döbeln gedroht worden war, kam es zu Verhandlungen. Geführt wurden diese durch Oberst von Kleist für Preußen und Oberst von Gemmingen (k.k. Infanterie-Regiment „Wied-Runkel“) für die österreichische Seite. 
Nach einer Übereinkunft der beiden Kriegsparteien, wurde Döbeln schließlich als neutrales Gebiet betrachtet und nach dem 15. November 1761 jeder Verkehr über die Freiberger Mulde unterbunden. 
Die Truppen bezogen Ende November in den umliegenden Orten Winterquartier und es kam bis zum 12. Mai 1762 nur noch gelegentlich zu kleineren militärischen Zwischenfällen. Mit großem Aufwand wurden ab November 1761 auf beiden Seiten des Flusses umfangreiche Feldbefestigungen errichtet und den Oberbefehl des Kampfabschnittes auf österreichischer Seite übernahm Generalfeldwachtmeister Reichsfreiherr Johann Anton Franz von Zedtwitz, der unmittelbare Vorgesetzte von Zedtwitz war Generalfeldzeugmeister Graf Macquire in Freiberg.
Die Lage an der Freiberger Mulde drohte im Frühjahr 1762 für Preußen unhaltbar zu werden, denn die Reichsarmee bei Chemnitz strebte die Vereinigung mit der bei Dresden und Dippoldiswalde stehenden österreichischen Hauptarmee an. Prinz Heinrich von Preußen hätte diesen überlegenen Kräften wohl das Feld überlassen müssen und weitere gegnerische Operationen in Richtung Wittenberg waren zu erwarten. Um in einem Präventivschlag zwischen diese Kräfte vorzustoßen, musste Prinz Heinrich zunächst einmal die zwischen Döbeln und Nossen befindlichen österreichischen Stellungen an der Freiberger Mulde überwinden. Als günstig erschien ihm dafür der Abschnitt bei Döbeln.
Der österreichische Oberbefehlshaber in Sachsen, Feldmarschall Johann Baptist Graf Serbelloni, hatte Truppen an Feldmarschall Leopold Joseph Graf Daun nach Schlesien abgeben müssen, deshalb waren die im Herbst 1761 bezogenen Stellungen personell ausgedünnt worden. Um seine Schlagkraft weiter zu gewährleisten, wollte General von Zedtwitz seine Truppen bei Döbeln enger konzentrieren. Wie auch die Forderung nach ausreichender Verstärkung, wurde ihm das nicht genehmigt. Da man in der österreichischen Führung davon ausging, dass die starken Stellungen bei Tageslicht nicht angegriffen werden würden und nach einer Alarmierung durch Vorposten die Zeit zur Formierung ausreichend wäre, sollte Zedtwitz seine Feldbefestigungen nur in der Nacht voll besetzen und am Morgen in die Quartiere abrücken lassen. Auf genau diese Verhältnisse baute die preußische Angriffsplanung.

## Gefechtsverlauf

Älteste Darstellung des Gefechtes bei Döbeln (S.B. Jochai um 1763)

Gefangennahme des Generals von Zedtwitz bei Littdorf durch die Kolonne Kleist (Diorama im Stadtmuseum Döbeln)

Der Plan sah vor, die Freiberger Mulde am 12. Mai 1762 auf einer etwa 8 Kilometer langen Front ab 7:00 Uhr überraschend zu überschreiten. Zu diesem Zweck gingen die preußischen Truppen bereits am Abend des 11. Mai auf der rechten Muldenseite verdeckt in Stellung. Durch Artillerie unterstützt, würden im Raum Döbeln die Generäle Kanitz und Stutterheim mit Linien-Infanterie in zwei Kolonnen vorrücken. In einer Zangenbewegung sollten an den Flügeln General von Seydlitz von Technitz und Oberst von Kleist von Mahlitzsch aus den Gegner mit Kavallerie und Infanterie umfassen und zum Rückzug zwingen. 
Am linken Flügel der Kolonne Kleist hatte diese Aktion jedoch eine Stunde zu früh begonnen, da die österreichischen Vorposten die Preußen gesehen hatten und es zu einem Schusswechsel kam. Nachdem man das im preußischen Stab bemerkt hatte, wurde der verfrühte Angriff schließlich an der ganzen Muldenlinien vorgetragen.
Die überraschten Österreicher gaben ihre Verschanzungen auf und gingen zum Rückzug und schließlich zur Flucht über. Eine effektive Verteidigung gegen die äußerst schnell vorrückenden Preußen war nicht mehr möglich. Nur bei Ziegra wurde der Kolonne Seydlitz aus den Feldbefestigungen handfester Widerstand entgegengesetzt, der jedoch durch eine großräumige Umgehung bald überwunden wurde. 
Die preußischen Truppen machten in dieser Situation viele Gefangene, zumal die Kolonne Kleist letztlich den Österreichern ihre Rückzugsmöglichkeiten nach Süden abgeschnitten hatte. Unter den Gefangenen befand sich auch der österreichische Oberbefehlshaber General von Zedtwitz, der mit seinen Stabswachen bei Littdorf den Einheiten Kleists in die Hände gefallen war. 
Gegen 9:00 Uhr konnte Prinz Heinrich bei Knobelsdorf sammeln lassen, er zog mit seinen Truppen am 13. Mai 1762 in Richtung Hainichen ab.

## Auswirkungen
Auf österreichischer Seite war man im ersten Moment so bestürzt, dass Serbelloni mit der Hauptmacht nach Böhmen abmarschieren wollte und Kaiserin Maria Theresia sah ihre Truppen in Sachsen sogar besiegt und meinte, sie selbst wäre "völlig durcheinander".
Obwohl man das Korps Zedtwitz durch seine eigenen Entscheidungen geschwächt hatte, wurde durch die österreichische Führung bereits in den Folgetagen die umfassende Niederlage bei Döbeln allein dem Versagen des Generals von Zedtwitz zugeschrieben.
Mit dem siegreichen Vorstoß bei Döbeln war das preußische Hauptziel erreicht, die Vereinigung von Reichsarmee und Österreichern konnte verhindert werden. Diese militärische Aktion eröffnete außerdem erfolgreich den preußischen Feldzug des Jahres 1762 in Sachsen und bereitete den Boden für das letzte Treffen des Krieges, die Schlacht bei Freiberg am 29. Oktober 1762.